# Bank en Monument (metrostations)
Bank en Monument zijn stations van de metro van Londen, die samen één stationscomplex vormen. Het station Bank wordt bediend door de Waterloo & City Line, Northern Line en Central Line (alle drie deep-level-lijnen) en is het eindpunt van een van de takken van de Docklands Light Railway (DLR); in het station Monument stoppen treinen van de Circle en de District Line, beide sub-surface-lijnen.

## Geschiedenis

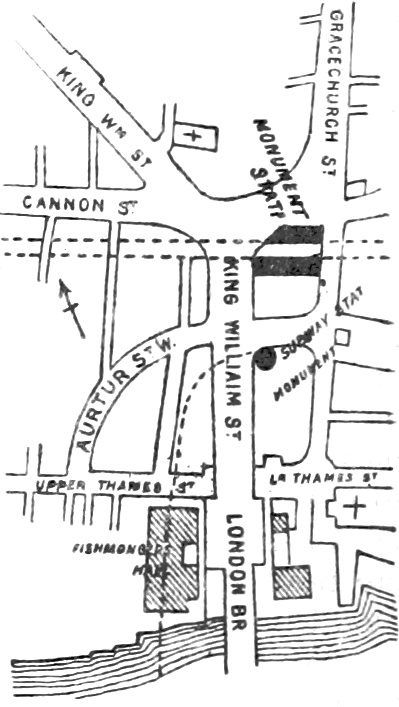
Station Monument op een kaart uit 1888. The C&SLR in aanbouw is eveneens ingetekend als lijn naar het zuiden.

Voorheen waren het twee stations, maar zeer dicht bij elkaar gelegen en verbonden door een looptunnel met een roltrap. Op de officiële routekaart was dat zo aangegeven (Escalator link). Thans gelden ze officieel als één station, bekend als Bank-Monument, maar op kaarten, bij de ingangen en op de perrons staat steeds ofwel Bank ofwel Monument vermeld, afhankelijk van de lijn. Het stationscomplex ligt in de City of London en beslaat de gehele lengte van de King William Street. De namen verwijzen respectievelijk naar de nabijgelegen Bank of England en het Monument to the Great Fire.

### Inner Circle
De Metropolitan Railway (MR) en District Railway (DR) hadden in 1876 het grootste deel van de Inner Circle (nu de Circle-lijn) gebouwd en bereikten respectievelijk Aldgate en Mansion House. De bedrijven hadden een geschil over de voltooiing van de route, aangezien de DR het financieel moeilijk had en de MR bang was dat de voltooiing haar inkomsten zou verminderen door de toegenomen concurrentie van de DR in de binnenstad. Investeerders die gebrand waren op het voltooien van ringlijn richtten in 1874 de Metropolitan Inner Circle Completion Railway op om Mansion House met Aldgate te verbinden. Gedwongen tot actie kocht de MR het bedrijf op en samen met de DR begon de bouw van het laatste deel van de Inner Circle in 1879. Het nieuwe spoorgedeelte omvatte twee nieuwe stations:Tower of London en een andere dicht bij het Monument. Op 6 oktober 1884 werd het station geopend onder de naam "Eastcheap" naar de nabijgelegen straat, de naam “The Monument” werd op 1 november 1884 toegekend. Aanvankelijk bedienden metro's van beide bedrijven het station aan de Inner Circle elk met een eigen frequentie. De Inner Circle werd in 1949 geformaliseerd als de Circle Line, hoewel de metro's nog steeds werden gesteld door de District- of Metropolitan Line.

### Waterloo & City Line
De London & South Western Railway (L&SWR) wilde al in 1845 haar spoorlijn (Londen – Southampton) doortrekken tot in de binnenstad. Ze kreeg toestemming voor een verlenging van Nine Elms tot Waterloo Bridge maar de verlenging naar de City kwam er niet. Om haar reizigers toch tot in de City te kunnen vervoeren richtte ze de Waterloo & City railway op om de metro, die als bijnaam “The Drain” kreeg, tussen het spoorwegstation en het centrum te bouwen. Deze lijn werd op 8 augustus 1898 geopend met station City, op 20 meter onder Queen Victoria Street, als noordelijk eindpunt. Op 28 oktober 1940 werd de stationsnaam City ook bij de Waterloo & City Line vervangen door Bank. In september 1960 werden de steil aflopende doorgangen naar de perrons aangevuld met de "Travolator", een van de weinige roltapijten op het hele Londense metronet. Reclame uitingen rond de Waterloo & City Line in station Bank bestaat vaak uit grote geschilderde muurschilderingen op de muren en plafonds van de schuine gangen en zijn daarmee de grootste van de metro.

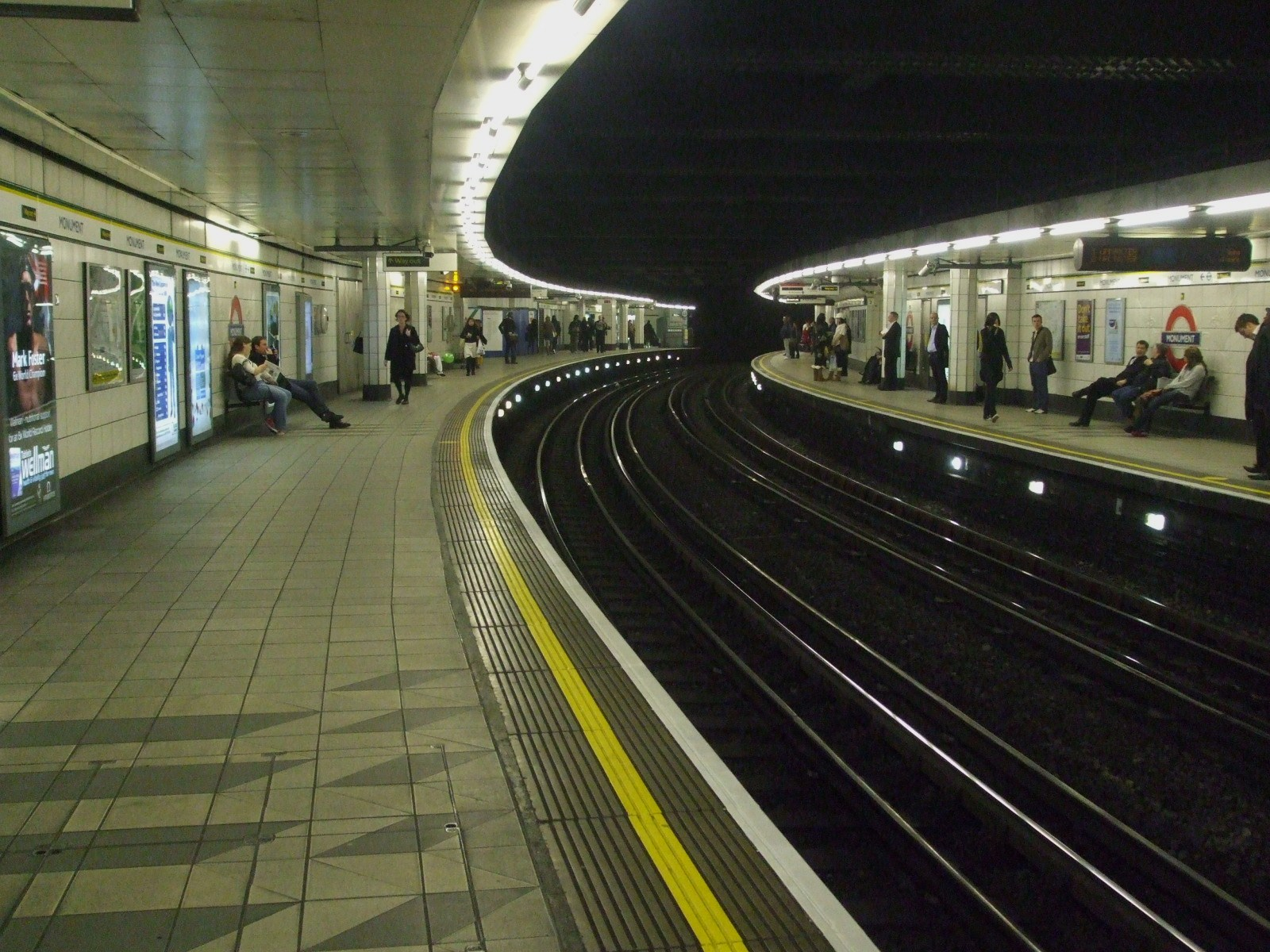
De perrons uit 1884
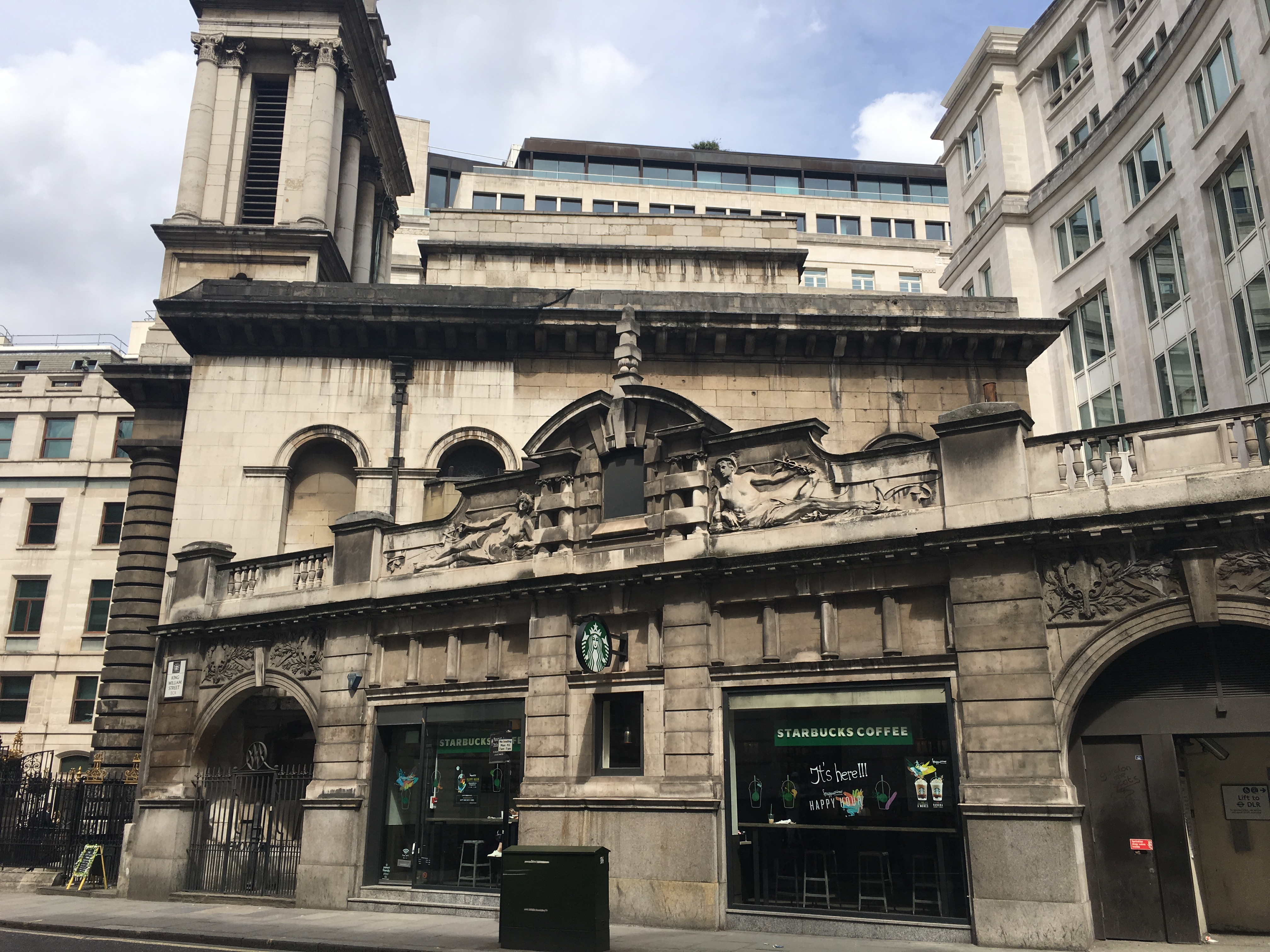
De vroegere ingang van de C&SLR naast de St Mary Woolnoth church
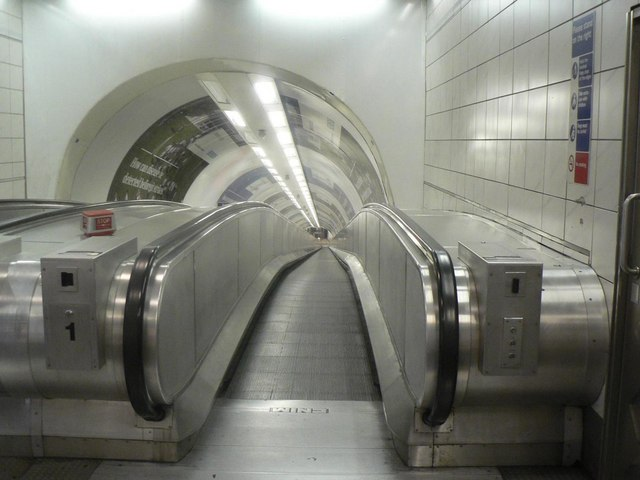
De travolator

### City and South London Railway
Op 25 februari 1900 kwam de verlenging van de City & South London Railway (C&SLR), de latere Northern Line, tot Moorgate gereed met perrons bij Bank. Deze vervingen het eerdere eindpunt van de C&SLR, het iets zuidelijker gelegen station King William Street, dat een te beperkte capaciteit had. De C&SLR had toestemming gekregen om de 18e-eeuwse kerk van St. Mary Woolnoth op de hoek van Lombard Street te slopen om plaats te maken voor een station. Het station zou "Lombard Street" gaan heten, maar bij de opening werd het Bank als verwijzing naar de Bank of England. Na protest van de bevolking veranderde het bedrijf zijn plannen voor het station en liet de kerk staan. Ondergronds werd de crypte van de kerk omgebouwd tot verdeelhal met liften nadat de lichamen naar elders waren overgebracht. Om de kerk te dragen werd een stalen frame aangebracht, de vier liften verzorgen sindsdien het vervoer van reizigers tussen de verdeelhal en het dubbelgewelfdstation op 30 meter diepte onder King William Street.

### Central London Railway
Op 30 juli 1900 bereikte ook de Central London Railway, de latere Central Line, station Bank. Net als de C&SLR had de CLR te maken met hoge prijzen van onroerend goed in de binnenstad. Hierom werd zoveel mogelijk onder bestaande straten en niet onder panden gebouwd. De aanwezigheid van de Royal Exchange, de Bank of England en Mansion House rond het kruispunt betekende dat het station volledig ondergronds moest worden gebouwd. De City of London Corporation gaf toestemming om het station onder het drukke kruispunt te bouwen onder de voorwaarde dat het station tevens zou fungeren als oversteekplaats voor voetgangers. Om de weg erboven niet te verzwakken werden de liften van het station geïnstalleerd in afzonderlijke liftkokers in plaats van twee per schacht, zoals gebruikelijk. Het stratenpatroon leidde ertoe dat de perrons onder Threadneedle Street en Poultry in een boog liggen en het ene uiteinde niet van het andere kan worden gezien. Vlak ten oosten van station Bank lopen de tunnels van de Central Line om de kluizen van de Bank of England heen wat een aantal scherpe bochten oplevert. Vanwege de nabijheid van de CLR-, W&CR- en C&SLR-stations die elkaar qua bestemmingen niet beconcurreren werden hun verdeelhallen spoedig met elkaar verbonden, de verbinding met de C&SLR kwam echter pas met de introductie van roltrappen in 1924. De verdeelhal van Bank werd in 1925, tegelijk met de verbouwing van de Bank of England, opnieuw ingericht en er werd een nieuwe ingang gebouwd naast de bank zelf.

### London Passenger Transport Board
In 1933 werd het openbaar vervoer in Londen genationaliseerd in de London Passenger Transport Board, die de verschillende metrolijnen de eenvormige uitgang Line gaf. Omdat de Waterloo & City Line formeel een spoorlijn was, bleef ze in handen van de L&SWR. In 1948 ging de lijn over op British Rail en dat bleef zo tot 1994 toen de lijn alsnog onderdeel werd van Underground. De C&SLR werd omgedoopt in Edgware-Highgate-Morden Line, de CLR werd Central Line en de DR werd District Line. Het zuideinde van de perrons van de C&SLR lag dicht bij die van station Monument en op 18 september 1933 werd een roltrapverbinding geopend, die de twee stations voor het eerst rechtstreeks met elkaar verbond. Tijdens de Blitz in de Tweede Wereldoorlog werd het station gebruikt als schuilkelder. Op 11 januari 1941 werd de verdeelhal van station Bank getroffen door een Duitse bom. Het wegdek pal boven de verdeelhal stortte in waardoor 56 mensen omkwamen. De krater van 37 m x 30 m werd overspannen met een Bailey-brug waar het wegverkeer overheen kon. Het station zelf was twee maanden gesloten. In 1949 werd de Circle Line geformaliseerd met een eigen lijnkleur, geel, op de kaart. In 1991 werd de Docklands Light Railway (DLR) doorgetrokken naar Bank als gevolg van kritiek op het oorspronkelijke, slecht bereikbare, eindpunt bij Tower Gateway. In januari 1994 werd een standbeeld van James Henry Greathead geplaatst naast de Royal Exchange. Het werd onthuld door de burgemeester van Londen en is geplaatst op een sokkel die een ventilatieschacht van de metro verbergt. De rest van het station werd grondig gerenoveerd, met reliëftegels op basis van het stadswapen, nieuwe verlichting en vervanging van roltrappen. Dit werk werd in 1997 voltooid, gedeeltelijk gefinancierd door de City of London Corporation.

### Bloomberg

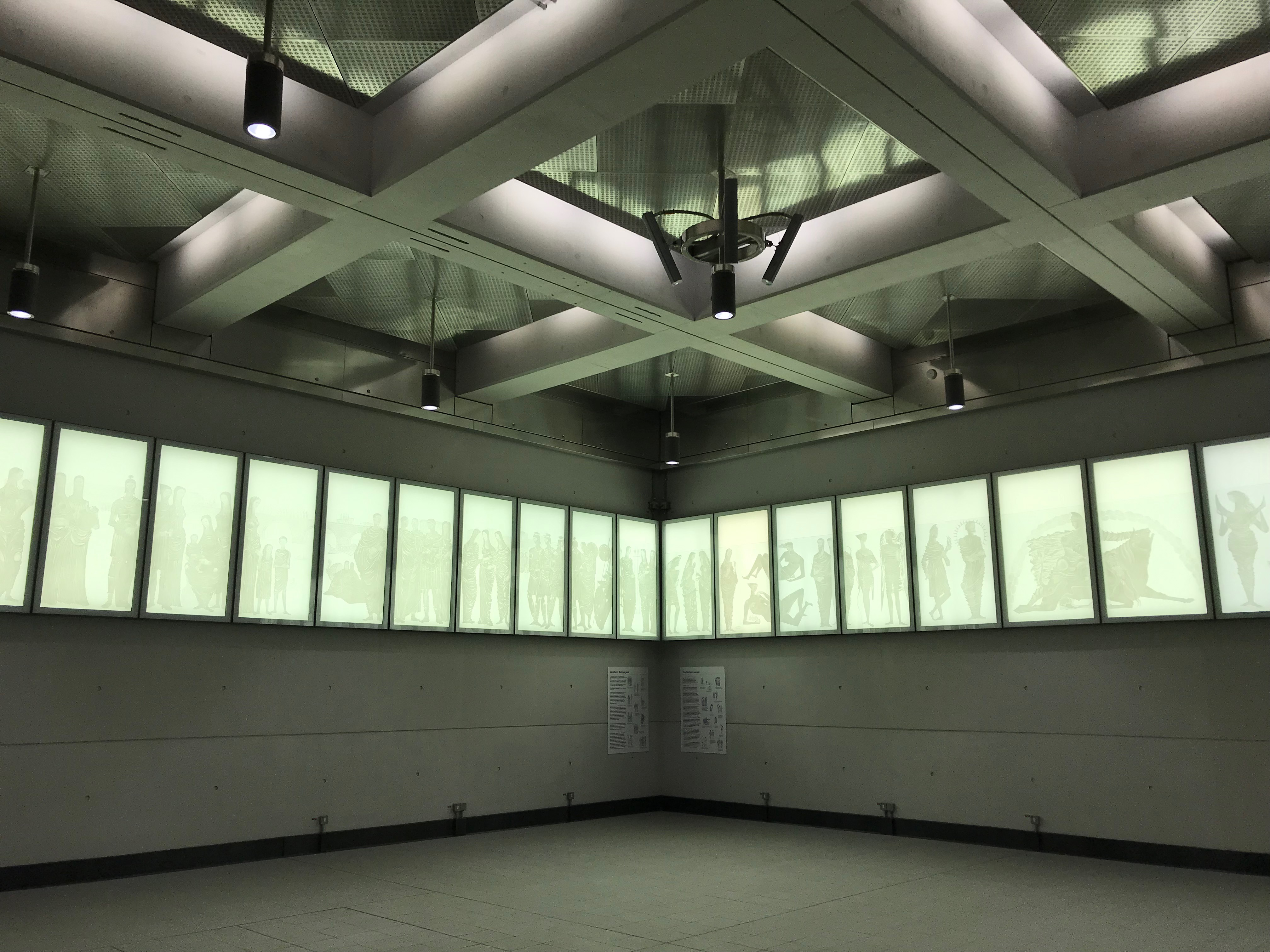
De panelen van John Hutton

In 2008 werden plannen ontvouwd voor het nieuwe Londense kantoor van Bloomberg tussen Queen Victoria Street en Walbrook, in de buurt van station Cannon Street. Voor metrostation Bank betekende dit een extra toegang bij de Waterloo & City-lijn via vier roltrappen en twee liften zodat de W&C voor het eerst rolstoeltoegankelijk werd. De bouw begon in november 2015 en de nieuwe ingang werd geopend op 30 november 2018. De officiële opening door de burgemeester van Londen, Sadiq Khan, en voormalig burgemeester van New York Michael Bloomberg vond plaats in december 2018.
De nieuwe ingang is opgesierd met geëtste glaspanelen van de hand van kunstenaar John Hutton. Hij tekende 66 figuren gebaseerd op de oude Romeinse geschiedenis van het gebied, waaronder de Romeinse tempel van Mithras. Het kunstwerk werd oorspronkelijk in 1962 aangebracht op Bucklersbury House, het naoorlogse kantoorgebouw dat voorheen op het terrein stond.

### Verbouwing
In 1992 was de drukte op het station al aanleiding tot plannen voor de capaciteitsverhoging van het station. Van de Londense metrostations in Londen staat het station op de derde plaats gezien het aantal reizigers. In tegenstelling tot andere drukke stations, zoals Oxford Circus, kunnen reizigers tijdens de spits niet worden tegengehouden bij de ingangen van het station aangezien ongeveer de helft van de reizigers bestaat uit overstappers. De hoge druk op het station wordt nog versterkt door de smalle doorgangen, knelpunten, wenteltrappen en omwegen tussen lijnen. Sommige delen van het station werken met "eenrichtingsverkeer", waarbij het personeel reizigers een langere route laat nemen om de capaciteit van het station beter te benutten. In 2014 gebruikten meer dan 52 miljoen reizigers per jaar het station, een toename van 50% in tien jaar. De verbouwing kost ongeveer £ 620 miljoen en omvat:
- Voor de Northern Line (southbound) werd een 570 m lange nieuwe tunnel geboord om meer ruimte creëren voor de reizigers in de oude tunnel.
- De perrons van de Northern Line en DLR worden rolstoeltoegankelijk.
- Meer directe looproutes in het station met twee nieuwe rollende voetpaden.
- Twee nieuwe liften en 12 nieuwe roltrappen.
- Een nieuwe stationsingang in Cannon Street.

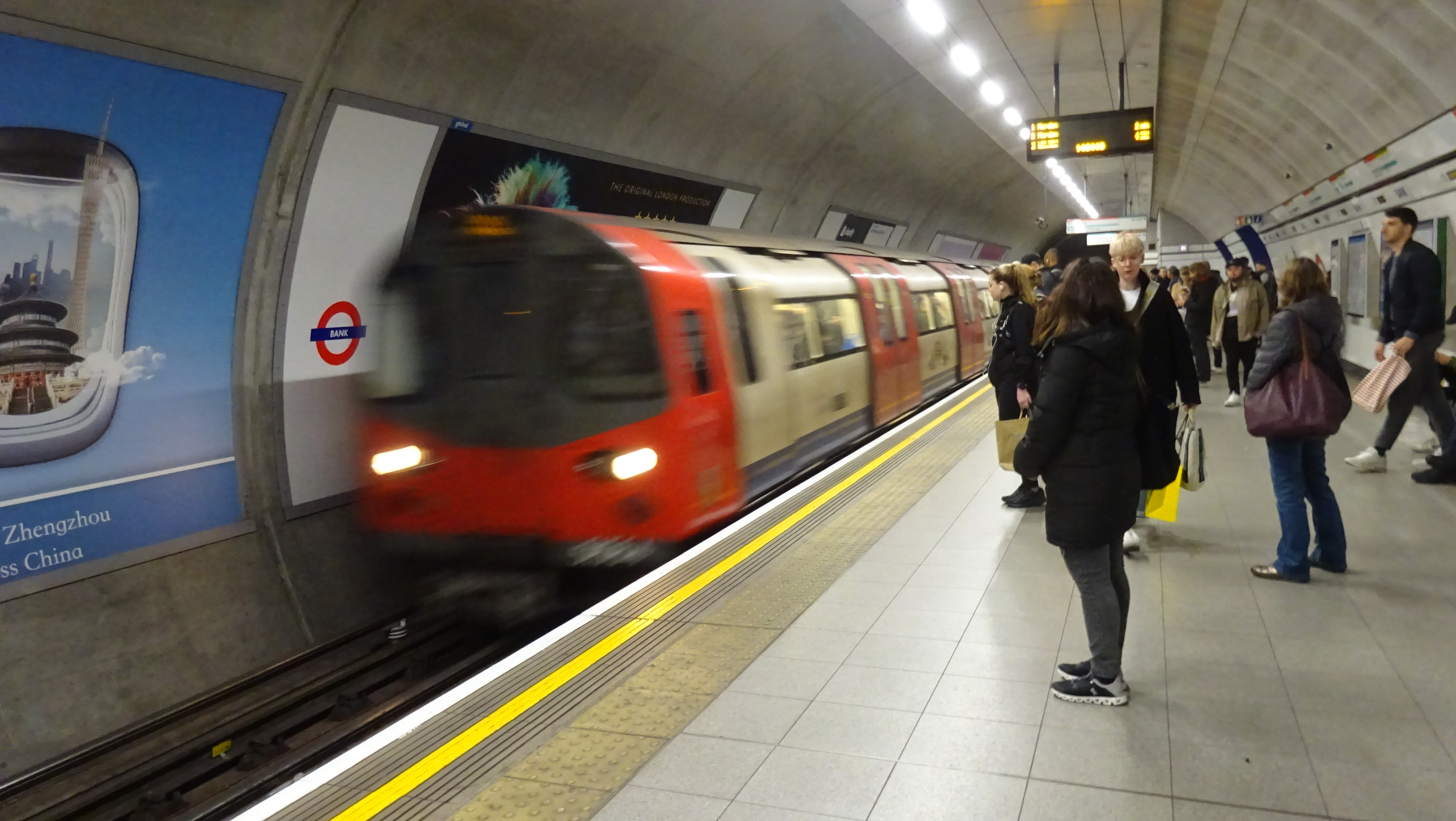
Het in 2022 geopende perron van de Northern line southbound

Het bouwbesluit werd in 2015 genomen en in april 2016 begon de bouw met een geschatte bouwtijd van 6 jaar. In juli 2019 was het project halverwege en in oktober 2020 waren alle tunnelwerkzaamheden, ongeveer 1,3 kilometer voltooid, waarbij ongeveer 200.000 ton grond verzet was. In juli 2021 was de installatie van roltrappen aan de gang, evenals de voorbereidingen voor de aansluiting op de nieuwe tunnels van de Northern Line. Op 15 januari 2022 werd de Northern Line tussen Moorgate en London Bridge gesloten om de afbouw van het nieuwe perron van de Northern Line en de aansluitende tunnels te voltooien, de heropening vond plaats rond 16:00 uur op 15 mei 2022. Bovengronds werd de nieuwe ingang aan Cannon Street op 27 februari 2023 geopend. Het station heeft nu 31 roltrappen en twee loopbanden. Door de sterke kromming van de perrons aan de Central Line is er een aanzienlijke opening (Mind the Gap) tussen de rijtuigen en het perron. In verband met de hoge kosten en de resterende problemen voor reizigers zal dit deel van het station niet rolstoeltoegankelijk worden.

## Ligging en inrichting
Het station ligt onder het plein, Bank Junction, voor Mansion House, de ambtswoning van de burgemeester, en de perrons van de Central Line liggen op 20 meter onder het plein. Naast deze hal die het hart vormt van het station zijn er toegangen in Lombard Street, Walbrook en naast het Monument to the Great Fire of London. De perrons voor de Northern Line en de Docklands Light Railway liggen onder King William Street tussen de Central Line en de Waterloo & City Line aan de westkant en de District en Circle Line aan de oostkant. Het stationscomplex heeft sinds 2018 16 toegangen, het grootste aantal onder de Londense metrostations.

## Oefening
Op 7 september 2003 werd het metrostation gebruikt voor een rampenoefening, Osiris. Deze werd aangekondigd als "de realistischte live rampoefening in zijn soort". De oefening die enkele uren duurde en waarbij ongeveer 500 politie-, brandweer-, ambulance- en London Underground mensen betrokken waren, was bedoeld om de hulpdiensten voor te bereiden op grootschalige ontsmetting in het geval van een chemische, biologische, radiologische of nucleaire aanval.
Hammersmith · 
Goldhawk Road · 
Shepherd's Bush Market · 
Wood Lane · 
Latimer Road · 
Ladbroke Grove · 
Westbourne Park · 
Royal Oak · 
Paddington · 
Edgware Road · 
Baker Street · 
Great Portland Street · 
Euston Square · 
King's Cross St. Pancras · 
Farringdon · 
Barbican · 
Moorgate · 
Liverpool Street · 
Aldgate · 
Tower Hill · 
Monument · 
Cannon Street · 
Mansion House · 
Blackfriars · 
Temple · 
Embankment · 
Westminster · 
St. James's Park · 
Victoria · 
Sloane Square · 
South Kensington · 
Gloucester Road · 
High Street Kensington · 
Notting Hill Gate · 
Bayswater · 
Paddington · 
Edgware Road
Waterloo · 
Bank